# Parafia św. Michała Archanioła w Płońsku
Parafia pw. św. Michała Archanioła w Płońsku – rzymskokatolicka parafia należąca do dekanatu płońskiego południowego, diecezji płockiej, metropolii warszawskiej. Poprzednio należała do dekanatu płońskiego, diecezji płockiej, metropolii warszawskiej. Siedziba parafii mieści przy ulicy Płockiej 17 w Płońsku.

## Historia parafii
Parafia powstała w XIV wieku. Od 1 lipca 2019 roku proboszczem jest ks. kan. Janusz Rumiński.
Płońsk wymieniony był już w 1065 r. wraz z kościołem grodowym, jaki tam istniał. Podczas wykopalisk prowadzonych w latach 70. poprzedniego stulecia na podgrodziu odsłonięto kamienną rotundę z XI w. Murowany kościół parafialny pod wezwaniem św. Michała Archanioła zbudowano prawdopodobnie po lokacji miasta w XIV w. Gotycki kościół wzmiankowany w 1565 r. zlokalizowany był w pobliżu rynku, w XVI w. ufundowano w nim kolegium mansjonarzy. W czasie wojen szwedzkich w połowie XVII w. świątynia została zniszczona i pozostawała w ruinie przez wiek XVIII, a resztki jej rozebrano w latach 1819–1825. W 1779 roku biskup Michał Poniatowski przeniósł parafię do kościoła zakonnego karmelitów trzewiczkowych i powierzył im prowadzenie duszpasterstwa. Rolę tę spełniali do momentu kasacji klasztoru w 1864 roku. Klasztor karmelitów płońskich fundował przed 1417 rokiem Siemowit IV i jego żona Aleksandra. Kościół wzniesiony dla karmelitów pod wezwaniem Wniebowzięcia NMP być może był fundowany przez Bonę. Uległ zniszczeniu w czasie wojen szwedzkich w połowie XVII w. Odbudowany w połowie XVIII w. przekształcany był w latach 1839, 1865 i 1888. Gruntownie remontowany był w 1935 roku. Prace regotyzacyjne prowadzono w latach 1954–1958. Jest to świątynia późnogotycka, murowana z cegły, orientowana, jednonawowa na planie prostokąta, z wydzielonym prezbiterium i kaplicą od strony północnej. Ołtarz główny neorenesansowy z obrazem Matki Boskiej z Dzieciątkiem malowany na desce, ołtarze boczne późnobarokowe. Po wojnie prace renowacyjne prowadzili ks. Anastazy Rutkowski i ks. Stanisław Kowalczyk, który zbudował nową plebanię. Następny proboszcz, ks. Tadeusz Goleniewski, przeprowadził upiększanie i konserwację świątyni.

### Zasięg parafii
Do parafii należą wierni z miejscowości: Bońki, Brody, Dalanówek, Ilinek, Ilino, Kluczewo, Pilitowo, Raźniewo, Siedlin, Skarżyn, Strachowo, Strachówek, Strubiny, Szerominek, Ślepowrony, Zawady, Żurawin oraz z Płońska mieszkający przy ulicach:

- Baczyńskiego,
- Bema,
- Broniewskiego,
- Brzechwy,
- Fieldorfa
- Gałczyńskiego,
- Gen. Maczka,
- Jędrzejewicza,
- Grunwaldzka (numery 1-43 oraz 2-34),
- Kolejowej,
- Konopnickiej,
- Kościuszki,
- Krasickiego,
- Krzywej,
- Książęcej,
- Kwiatowej,
- Licealistów,
- 1 Maja,
- Makuszyńskiego,
- Mickiewicza,
- Moniuszki,
- Ogrodowej,
- Piaskowej,
- Płockiej,
- Podmiejskiej,
- Poprzecznej,
- Proletariackiej,
- Prostej,
- Prusa,
- Przechodniej,
- Przejazd,
- Robotniczej,
- Rutkowskiego,
- Rzemieślniczej,
- Sikorskiego,
- Plac 15-go Sierpnia,
- Pułtuskiej,
- Popiełuszki
- Skarżyńskiej,
- Składowej,
- Słonecznej,
- Sportowej,
- Środkowej,
- Targowej,
- Towarowej,
- Warszawskiej,
- Wojska Polskiego,
- Wolności,
- Wspólnej,
- Wyspiańskiego,
- Wyszogrodzkiej,
- Zaułek,
- Zduńskiej,
- Żeromskiego